# Belbina foliaceae
Belbina foliaceae är en insektsart som beskrevs av Victor Lallemand 1950. Belbina foliaceae ingår i släktet Belbina och familjen lyktstritar. Inga underarter finns listade i Catalogue of Life.